# (1775) Zimmerwald
(1775) Zimmerwald  ist ein Asteroid des Hauptgürtels, der am 13. Mai 1969 vom Schweizer Astronomen Paul Wild, vom Observatorium Zimmerwald der Universität Bern aus, entdeckt wurde.
Der Asteroid ist nach der Schweizer Gemeinde Zimmerwald, in der sich das Observatorium des Astronomischen Instituts der Universität Bern befindet, benannt.